# スターはポチだ!
『わんわんバラエティ スターはポチだ!』は、一部フジテレビ系列局で放送されていたバラエティ番組（動物番組）である。フジテレビとジャパンプロデュースの共同製作。製作局のフジテレビでは1992年10月23日から1993年9月17日まで、毎週金曜 19:00 - 19:30 （日本標準時）に放送。

## 概要
毎回ゲストと一般参加者が犬を連れて参加し様々なゲームに挑戦していた視聴者参加型番組で、柱に括られている飼い主を犬が助けるゲームなどで日頃の絆の強さを競いあっていた。司会は田代まさしと鷲見利恵が務めていた。
放送期間中の1993年1月2日（土曜） 6:30 - 8:00 には新春スペシャル『スターはポチだ!正月ちびっ子スペシャル』が放送された。

## ゲーム・企画
- ご主人はこの人だワン！[1]
- 平成忠犬ハチ公[1]
- おすわりよ今夜もありがとう 俺は歌ってるぜ
  - 愛犬が台の上に“おすわり”している間だけ、飼い主はカラオケで歌を歌うことが出来る。愛犬がおすわりをやめて動いたら強制終了[3]。
- スリッパ入れゲーム[4]
- 犬ジャンケン[5]
  - チーム同士の対戦で、愛犬同士「お手」「おすわり」などの指示で勝負[6]。
- ボウリングゲーム[5]
  - 犬が体当たりしてピンを倒す[7]。
- 子犬レース[8]
- 早押しクイズ
  - 1993年3月スタートの企画。愛犬がお手をして早押しし、飼い主が答える[9][10]。
- ○×クイズ
  - ○か×のうち、飼い主が正解だと思う台の上に立ち、自分の愛犬を呼び寄せる。愛犬も一緒に台の上に来たところで解答成立となる[11]。
- 犬が出演するドラマ[12]

## スタッフ
- プロデューサー：挾間忠行
- 制作：フジテレビ、ジャパンプロデュース

## 参考資料
- 朝日新聞縮刷版[どれ?]

1. 1 2 3  週刊TVガイド 1992年10月23日号 p.179 本番組の紹介記事
2. ↑  ザテレビジョン（KADOKAWA）1992年10月23日号 p.51「きょうの主役」（鷲見利恵）
3. ↑  週刊TVガイド 1992年10月30日号 p.173 本番組の紹介記事
4. ↑  ザテレビジョン 1992年10月30日号 p.110 本番組の紹介記事
5. 1 2  週刊TVガイド 1993年1月15日号 p.189 本番組の紹介記事
6. ↑  週刊TVガイド 1993年2月12日号 p.157 本番組の紹介記事
7. ↑  ザテレビジョン 1993年3月5日号 p.98 本番組の紹介記事
8. ↑  週刊TVガイド 1993年2月5日号 p.171 本番組の紹介記事
9. ↑  週刊TVガイド 1993年3月5日号 p.171 本番組の紹介記事
10. ↑  ザテレビジョン 1993年3月5日号 p.101 本番組の紹介記事
11. ↑  週刊TVガイド 1993年3月12日号 p.157 本番組の紹介記事
12. ↑  ザテレビジョン 1993年2月19日号 p.104 本番組の紹介記事

| フジテレビ 金曜19:00枠                         | フジテレビ 金曜19:00枠                                                | フジテレビ 金曜19:00枠                               |
| 前番組                                         | 番組名                                                                | 次番組                                               |
| ---------------------------------------------- | --------------------------------------------------------------------- | ---------------------------------------------------- |
| サイコの晩餐 （1992年4月10日 - 1992年9月18日） | わんわんバラエティ スターはポチだ! （1992年10月23日 - 1993年9月17日） | ウゴウゴルーガ2号 （1993年10月22日 - 1994年2月25日） |